# Aneides flavipunctatus
Espèce
Synonymes
- Plethodon flavipunctatus Strauch, 1870

Statut de conservation UICN

 NT  : Quasi menacé
Aneides flavipunctatus est une espèce d'urodèles de la famille des Plethodontidae.

## Description
Cette salamandre mesure entre 5 et 10 cm de longueur. La couleur de base côté dorsale est noire, mais présente de grandes variations au niveau local : certaines sont noir franc, d'autres ont des taches de dimension (de très petite à moyenne) et de couleur (blanc, jaune, gris clair à sombre, olivâtre clair à sombre…) variées. Le ventre est noir ou d'un gris ardoisé sombre. Les flancs portent de 14 à 16 sillons costaux.

## Comportement

### Alimentation
Cet urodèle se nourrit de petits arthropodes tels que des araignées ou des coléoptères.

### Reproduction
La ponte a lieu à la fin du printemps ou au cours de l'été. La femelle pond entre 7 et 25 œufs (15 en moyenne), généralement dans une cavité du sol ou dans un tas de pierres. Par la suite, la femelle gardera le nid pour tenter de décourager les prédateurs.

### Rythme de vie
Plutôt nocturne, cette salamandre est active tout au long de l'année dans les habitats humides ; mais dans les zones plus sèches, elle peut estiver entre avril et octobre.

## Distribution et habitat
Cette espèce est endémique en Amérique du Nord. Elle se rencontre dans le nord de la Californie et dans l'ouest de l'Oregon.
Elle vit sur les bords des cours d'eau, ou dans les prairies ou sous-bois humides. Elle préfère les zones humides et ombragées et des températures modérées.

## Rôle écologique
Ce prédateur est lui-même la proie de carnassiers tels que les serpents du genre Thamnophis. Lorsqu'elle se sent menacée, ou que température et humidité ne sont pas favorables, cette salamandre cherche refuge dans une cavité ou sous des débris végétaux.

## Publication originale
- Strauch, 1870 : Revision der Salamandriden-Gattungen nebst beschreibung einiger neuen und weniger bekannten Arten dieser Familie. Mémoires de l'Académie Impériale des Sciences de St. Pétersbourg, sér. 7, vol. 16, p. 1-110.